# Cómicos y canciones
Cómicos y canciones é uma série de televisão que foi produzida pela Televisa e exibida pelo canal 2 de 1958 a 1967. Foi escrita por Marco Antonio Campos e Roberto Gómez Bolaños e tinha no elenco a dupla Marco Antonio Campos "Viruta" e Gaspar Henaine "Capulina". Também participava Enrique Guzmán e Leonorilda Ochoa no elenco principal.